# Persis pallescens
Persis pallescens är en insektsart som först beskrevs av Metcalf 1938.  Persis pallescens ingår i släktet Persis och familjen Derbidae. Inga underarter finns listade i Catalogue of Life.